# Jürgen Schütze
Jürgen Schütze (Arnsdorf, Saxònia, 3 de març de 1951 - Leipzig, 6 de setembre de 2000) va ser un ciclista alemany que va córrer a principis dels anys 70 del segle xx.
El 1972, representant la República Democràtica Alemanya, va prendre part en els Jocs Olímpics de Múnic, en què guanyà una medalla de bronze en la prova del quilòmetre contrarellotge, per darrere Niels Fredborg i Daniel Clark.

## Palmarès
- 1972
  - Campió de la RDA del quilòmetre contrarellotge
  -  Medalla de bronze als Jocs Olímpics de Múnic en quilòmetre contrarellotge
- 1973
  - Campió de la RDA del quilòmetre contrarellotge